# Secretaria d'Estat de Comunicació
La Secretaria d'Estat de Comunicació d'Espanya és una Secretaria d'Estat que depèn des del 3 de novembre de 2016, orgànicament de la Presidència del Govern i del Portaveu del Govern d'Espanya. Abans, ha depès del Ministeri de la Presidència d'Espanya.

## Funcions
Correspon a la Secretaria d'Estat de Comunicació, sota la superior direcció del Portaveu del Govern, l'exercici de les següents funcions:
1. La coordinació de la política informativa del Govern i l'elaboració dels criteris per a la seva determinació, així com l'impuls i la coordinació de la política de comunicació institucional de l'Estat.
2. L'elaboració i difusió dels comunicats del Govern i del seu President i la ressenya de les activitats del Consell de Ministres.
3. La direcció dels serveis informatius de l'Administració General de l'Estat a Espanya i a l'estranger.
4. Les relacions amb els mitjans informatius, així com l'anàlisi de la conjuntura nacional i internacional.
5. L'organització de la cobertura informativa nacional i internacional de l'activitat governamental.
6. L'assistència a les activitats i compareixences públiques del President del Govern, tant en territori nacional com a l'estranger.
7. El suport a la Comissió de publicitat i comunicació institucional.
8. La gestió de la comunicació davant situacions d'alerta nacional.
9. L'anàlisi de la legislació vigent en matèria informativa i la proposta de mesures per a la seva millora.

## Titulars
- Carmen Martínez Castro (23 de desembre de 2011– 8 de juny de 2018).[4]
- Miguel Ángel Oliver (2018-2021)
- Francesc Vallès Vives (2021-2024)
- Ion Antolín (2024-)[5]

## Estructura
De la Secretaria d'Estat de Comunicació depenen:
- La Direcció General d'Informació Nacional el titular de la qual és Alberto Pozas
- La Direcció General de Comunicació la titular de la qual és Susana Reverter
- La Direcció General d'Informació Internacional.
- La Unitat de Protocol informatiu.
- La Unitat de Publicitat Institucional.
- La Subdirecció General d'Anàlisi i Documentació.

Com a òrgan de suport i assistència immediata al Secretari d'Estat, existeix un Gabinet amb nivell orgànic de subdirecció general.
Depenen de la Secretaria d'Estat de Comunicació les conselleries i agregadories d'informació de les missions diplomàtiques d'Espanya.
Els òrgans administratius, Gabinets i vocals dels mateixos que tinguin encomanada la relació amb els mitjans de comunicació social en els Departaments ministerials, l'Administració perifèrica i, si escau, els organismes públics dependents de l'Administració General de l'Estat, depenen funcionalment, en l'exercici d'aquestes competències, de la Secretaria d'Estat de Comunicació. S'exceptua d'aquesta disposició la Oficina d'Informació Diplomàtica del Ministeri d'Afers Exteriors i Cooperació d'Espanya.2019
Abans, l'estructura consistia en una Secretaria General d'Informació amb rang de subsecretaria més les conselleries i agregaduries d'Informació de les representacions diplomàtiques. Funcionalment hi depenien les Oficines de Premsa i Assessories Informatives dels ministeris, organismes autònoms i altres entitats públiques estatals, les Oficines de Premsa de les Delegacions del Govern en Comunitats Autònomes i els òrgans informatius dels Subdelegats del Govern.